# İstanbul Cuma Ligi 1917/18
Die İstanbul Cuma Ligi 1917/18 war die dritte ausgetragene Saison der İstanbul Cuma Ligi. Meister wurde zum zweiten Mal Altınordu İdman Yurdu.
Einige Spieler von Galatasaray Istanbul zogen in den Ersten Weltkrieg. Dadurch war Galatasaray nicht in der Lage, eine vollständige Mannschaft auf das Spielfeld zu führen. Zur gleichen Zeit befand sich am Hafen von Istanbul ein deutsches Schiff, Galatasaray nutzte diese Gelegenheit und verpflichtete einige Männer für die Mannschaft.
Die anderen Vereine waren dagegen und Galatasaray wurde aufgrund dessen für fünf Spiele zum Verlierer ernannt.

## Statistiken

### Abschlusstabelle
Punktesystem
Sieg: 3 Punkte, Unentschieden: 2 Punkte, Niederlage: 1 Punkt
| Pl. | Verein                     | Sp. | S | U | N | Tore    | Diff. | Punkte |
| --- | -------------------------- | --- | - | - | - | ------- | ----- | ------ |
| 1.  | Altınordu İdman Yurdu      | 10  | 9 | 0 | 1 | 023:900 | +14   | 28     |
| 2.  | Fenerbahçe Istanbul        | 10  | 6 | 1 | 3 | 031:100 | +21   | 23     |
| 03. | Süleymaniye                |     |   |   |   | :       |       | 22     |
| 04. | Anadolu                    |     |   |   |   | :       |       | 16     |
| 05. | Anadolu Hisarı İdman Yurdu |     |   |   |   | :       |       | 15     |
| 6.  | Galatasaray Istanbul       | 10  | 3 | 0 | 7 | 010:600 | +4    | 11     |

## Kreuztabelle
Die Kreuztabelle stellt die Ergebnisse aller Spiele dieser Saison dar. Die Heimmannschaft ist in der linken Spalte, die Gastmannschaft in der oberen Zeile aufgelistet.
| 1917/18                   | ALY | Fenerbahçe Istanbul | SUM | ANA | AIY | Galatasaray Istanbul |
| ------------------------- | --- | ------------------- | --- | --- | --- | -------------------- |
| Altınordu İdman Yurdu     |     | 1:0                 | 0:1 | :   | 3:1 | 4:2                  |
| Fenerbahçe Istanbul       | 1:2 |                     | 2:2 | 6:0 | 2:0 | 1:0                  |
| Süleymaniye               | 1:5 | 1:4                 |     | :   | 1:1 | 3:1                  |
| Anadolu                   | :   | 1:5                 | 2:0 |     | 1:0 | 1:0                  |
| Anadoluhisarı İdman Yurdu | 2:4 | 0:6                 | 1:1 | 1:0 |     | 1:0                  |
| Galatasaray Istanbul      | 0:1 | 3:2                 | 0:1 | 2:1 | 2:0 |                      |